# まちかどド・レ・ミ
『まちかどド・レ・ミ』は、NHK教育テレビジョンで1996年4月8日から2003年3月17日まで放送されていた、小学校1・2年生向けの音楽番組。

## 概要
1974年度から1995年度までは1年生向けと2年生向けで番組が分かれていたが、この番組で両学年の内容が再び統合された。前番組の『ワンツー・どん』や『うたって・ゴー』と大きく変わった点として、本番組では従来の学校放送の音楽科番組には無かった、年間を通してのストーリー要素が取り入れられており、7年間の放送で全3シリーズが展開された。
NHKの子供向けイベントで活躍する歌のお姉さんがこの番組から送り出されており、番組の放送終了後も岡野綾（クルミ）と松原美香（ロビン）が日本全国で活動している。
番組最後の終わりは、小学校低学年向けにもかかわらずに漢字の終である。

## 放送時間
| 期間                         | 放送時間           |
| ---------------------------- | ------------------ |
| 1996年4月8日 - 2003年3月17日 | 月曜日 9:00 - 9:15 |

別の時間帯での再放送あり。

## 3つのシリーズ
バナナンストリート編では3年間、年度を超えて1つのストーリーが展開された。途中で松原が降板し、原田幸美が登板した際は、チカ・バッキー・ポップが突如行方をくらませたロビンを探すために伝説の本の中の世界に飛び込み、そこでサラに出会うという展開でストーリーは続いた。
ハミングナッツストリート編とドレミタウン編は別シリーズだが、「クルミが世界中を旅行している」という設定が両シリーズにつながりを持たせている。ハミングナッツストリート編の最後で突然荷造りをしたクルミは、ハミングナッツストリートを去ってしまう。その後クルミは、次のドレミタウン編でドレミタウンにたどり着くという展開になっている。
バナナンストリート編
- 放送年度：1996年度 - 1998年度
- オープニング曲：おんがくのうた（チカ）
- 出演者
  - チカ - 林央子（主人公）[3]
  - ロビン - 松原美香（テレビモニターの中に住んでいる妖精、1996・1997年度のみ）[3]
  - サラ - 原田幸美（本の中に住んでいる妖精、1998年度のみ）
  - NHK東京児童合唱団 (1996年度～1998年度)
  - バナナンストリートバンド(番組内の専属バンド、1996年度のみ)
- キャラクター
  - ポップ - 声：ゆきじ（まちかどのリーダー的な存在）[3]
  - バッキー - 声：江原正士、操演：まきたまさこ（牧田政子）（おしゃべりでいたずら好きなカエル）[3]

ハミングナッツストリート編
- 放送年度：1999年度・2000年度（2年目は1年目の再放送）
- オープニング曲：ウェルカム! ハミングナッツ（クルミ）
- 出演者
  - クルミ - 岡野綾（主人公）
  - ビーボ - パパイヤ鈴木（なんでも屋のおじさん、クルミに部屋を提供）
  - まちかどキッズ - NHK東京児童合唱団 (町の子どもたち)
- キャラクター
  - ムジカ - 声：筒美奈子、操演：まきたまさこ（音楽が大好きな不思議な動物）

ドレミタウン編
- 放送年度：2001年度・2002年度（2年目は1年目の再放送）
- オープニング曲：「まちかどド・レ・ミ」テーマ（クルミ）
番組ではカットされていたが、オルゴール音の前奏が曲の先頭部分にある。
- 出演者
  - クルミ - 岡野綾（主人公）
  - ナナ - ナディア・ギフォード（町の子どもたちのリーダー）
  - ドレミキッズ - NHK東京児童合唱団（町の子どもたち）
- キャラクター
  - ロック - 声：松本さち、操演：まきたまさこ（音楽が大好きで食いしん坊な男の子、クルミに部屋を提供）

## 放送リスト

### バナナンストリート編
| 回 | タイトル               | 初回放送日     |
| -- | ---------------------- | -------------- |
| 1  | さあ はじめよう        | 1996年04月08日 |
| 2  | うたはともだち         | 1996年04月22日 |
| 3  | とびだせリズム         | 1996年05月13日 |
| 4  | うたであそぼう         | 1996年05月27日 |
| 5  | リズムのまほう         | 1996年06月10日 |
| 6  | おんがくがうまれる     | 1996年06月24日 |
| 7  | なつがやってきた       | 1996年07月08日 |
| 8  | たいこドンドコドン     | 1996年08月26日 |
| 9  | ドレミであそぼう       | 1996年09月09日 |
| 10 | あきのコンサート       | 1996年09月30日 |
| 11 | みみをすまして         | 1996年10月14日 |
| 12 | ミュージシャンになろう | 1996年10月28日 |
| 13 | どんなうたかな         | 1996年11月11日 |
| 14 | リズムでダンス         | 1996年11月25日 |
| 15 | ふゆをふっとばせ       | 1996年12月09日 |
| 16 | わらべうたであそぼう   | 1997年01月06日 |
| 17 | おんがくでおはなし     | 1997年01月20日 |
| 18 | せかいはともだち       | 1997年02月03日 |
| 19 | みんなでうたおう       | 1997年02月17日 |
| 20 | はるだよはるだ         | 1997年03月03日 |

| 回 | タイトル                   | 放送日         |
| -- | -------------------------- | -------------- |
| 1  | バナナンワールドへようこそ | 1997年04月7日  |
| 2  | あるくのだいすき           | 1997年04月21日 |
| 3  | おんがくでへんしん         | 1997年05月12日 |
| 4  | ともだちみつけよう         | 1997年05月26日 |
| 5  | あめでもへいき             | 1997年06月09日 |
| 6  | まねっこチャンピオン       | 1997年06月23日 |
| 7  | なつのダンスパーティー     | 1997年07月07日 |
| 8  | またあえたね               | 1997年08月25日 |
| 9  | リズムをならそう           | 1997年09月17日 |
| 10 | バナナンのあきまつり       | 1997年09月29日 |
| 11 | バナナンバンドがやってきた | 1997年11月10日 |
| 12 | ポップのプレゼント         | 1997年12月08日 |
| 13 | おいかけっこゴーゴー       | 1998年01月05日 |
| 14 | おんがくでゲーム           | 1998年01月19日 |
| 15 | おんがくのごちそう         | 1998年02月02日 |
| 16 | まほうのリズム             | 1998年02月16日 |
| 17 | じゃあね                   | 1998年03月02日 |

| 回  | タイトル                     | 初回放送日     |
| --- | ---------------------------- | -------------- |
| 1   | ともだちさがそう             | 1998年04月08日 |
| 2   | はるをかんじよう             | 1998年04月20日 |
| 3   | うたえばともだち             | 1998年05月11日 |
| 4   | どんどんあるこう             | 1998年05月25日 |
| 5   | うたがおしえてくれる         | 1998年06月08日 |
| 6   | あめがふってきた             | 1998年06月22日 |
| 7   | なつのそらにうたおう         | 1998年07月06日 |
| 8   | またあえたね                 | 1998年08月31日 |
| 9   | あきまつりうたまつり         | 1998年09月14日 |
| SP1 | おんがくのごちそう           | 1998年09月15日 |
| 10  | ドレミでうたおう             | 1998年09月28日 |
| 11  | どんなきもちかな             | 1998年10月12日 |
| 12  | わかるかな                   | 1998年10月26日 |
| 13  | バナナンバンドだヤアヤアヤア | 1998年11月09日 |
| 14  | ふゆのうたみつけよう         | 1998年11月25日 |
| 15  | ポップからのおくりもの       | 1998年12月07日 |
| SP2 | ふゆをふきとばせ             | 1998年12月23日 |
| 16  | みみをすまして               | 1999年01月06日 |
| 17  | ひみつのリズム               | 1999年01月18日 |
| 18  | うつくしいこえはどこに       | 1999年02月01日 |
| 19  | おどろよバナナン!            | 1999年02月15日 |
| 20  | いつもそばにいるよ           | 1999年03月01日 |

### ハミングナッツストリート編
| 回 | タイトル                      | 初回放送日     |
| -- | ----------------------------- | -------------- |
| 1  | いっしょにうたおうⅠ           | 1999年04月07日 |
| 2  | いっしょにうたおうⅡ           | 1999年04月19日 |
| 3  | リズムにのってダンスをしようⅠ | 1999年05月10日 |
| 4  | リズムにのってダンスをしようⅡ | 1999年05月24日 |
| 5  | きいてたのしもうⅠ             | 1999年06月07日 |
| 6  | きいてたのしもうⅡ             | 1999年06月21日 |
| 7  | まちかどになつがきた          | 1999年07月05日 |
| 8  | なつやすみのおとさがし        | 1999年08月30日 |
| 9  | がっきにさわろう（1）         | 1999年09月13日 |
| 10 | がっきにさわろう（2）         | 1999年09月27日 |
| 11 | がっきにさわろう（3）         | 1999年10月13日 |
| 12 | がっきにさわろう（4）         | 1999年10月25日 |
| 13 | コンサートをひらこう          | 1999年11月08日 |
| 14 | がくふってなんだろう          | 1999年11月22日 |
| 15 | ふゆのうたをたのしもう        | 1999年12月06日 |
| 16 | きれいなこえをだそう          | 2000年01月12日 |
| 17 | うたのおいかけっこ            | 2000年01月24日 |
| 18 | こえをあわせて                | 2000年02月07日 |
| 19 | うたとダンスのおまつり        | 2000年02月21日 |
| 20 | またあおう!                   | 2000年03月07日 |

### ドレミタウン編
| 回 | タイトル               | 初回放送日     |
| -- | ---------------------- | -------------- |
| 1  | はじめまして!          | 2001年04月11日 |
| 2  | だれのこえかな         | 2001年04月23日 |
| 3  | うたっておどろう       | 2001年05月14日 |
| 4  | わらべうたであそぼう   | 2001年05月28日 |
| 5  | てびょうし あしぶみ    | 2001年06月11日 |
| 6  | リズムにのって         | 2001年06月25日 |
| 7  | なつがきた             | 2001年07月09日 |
| 8  | なつやすみのうたにっき | 2001年08月29日 |
| 9  | みみをすまして         | 2001年09月17日 |
| 10 | がっきにさわろう       | 2001年10月01日 |
| 11 | にっぽんのたいこ       | 2001年10月15日 |
| 12 | ドレミとなかよし       | 2001年10月29日 |
| 13 | メロディーさがそう     | 2001年11月12日 |
| 14 | おはなしおんがく       | 2001年11月26日 |
| 15 | ふゆのうたをうたおう   | 2001年12月10日 |
| 16 | おんがくつくろう       | 2002年01月09日 |
| 17 | ことばであそぼう       | 2002年01月21日 |
| 18 | いろいろなリズム       | 2002年02月04日 |
| 19 | おんがくかいへようこそ | 2002年02月18日 |
| 20 | はるがきた             | 2002年03月04日 |

## ファミリーコンサート
番組のテレビ放映と同時進行でファミリーコンサートも日本各地で開催されていた。テレビ放映の終了後も「まちかどファミリーコンサート」として続いている。
番組は小学校1・2年生向けであったが、このファミリーコンサートは幼児～小学校低学年と、他のNHK教育の番組イベントと比べてターゲットとする子どもの年齢層が広いのが特徴。
1998年度まではチカとポップが出演して行われていたが、1999年度からは番組キャストの変更にあわせてクルミがそこに加入。現在はステージにチカとポップの姿はなく、クルミとロック、そしてダンサーユニットのアコ★Pが出演している。
また、ロックは松本さちによる声の生アテと、まきたまさこによる生操演で見所も多い。なお、クルミは「つくってあそぼショー」へのレンタル出演や、単独でのイベントも多くこなしている。

## シリーズ終了後
番組終了から6年後の2009年12月31日に放送した「ETV50　もう一度見たい教育テレビ　フィナーレ」で、ハミングナッツストリート編のパパイヤ鈴木（ビーボ）と岡野綾（クルミ）が出演し、当時の映像をバックに番組オリジナルソング「ビバ！ビーボ」を久々に披露した。
2024年6月26日から7月17日まで『Eテレタイムマシン』でハミングナッツストリート編の第1回 - 第6回・第8回 - 第9回が放送された。

## 番組CD
ドレミタウン編のCDは発売されていない。
このほか、「～英語でうたお～NHKこどものうた2」に「伝説のコンビニ」の英語版が収録されている。
すべて東芝EMI（現：EMI Records Japan）よりリリース。
- シングル
  - 「伝説のコンビニ」（バナナンストリート編）
- アルバム
  - 「まちかどドレミ」（バナナンストリート編）
  - 「まちかどドレミ～よろしくマカレナ～」（バナナンストリート編）
  - 「まちかどドレミ～ウェルカム! ハミングナッツ～」（ハミングナッツストリート編）

## スタッフ

### ハミングナッツストリート
- 人形操演 - まきたまさこ
- リトミック - 石丸由理
- 構成 - 永井寛孝
- キャラクターデザイン - アランジアロンゾ
- 人形制作 - じろっぽ
- セットデザイン - 梅谷育代
- 音楽 - 立川智也、松本俊行
- 振付 - 仲里千賀子

### ドレミタウン
- 人形操演 - まきたまさこ
- リトミック - 石丸由理
- 構成 - 葉方丹
- 人形制作 - じろっぽ
- プロップデザイン - 関口優子
- 音楽 - 立川智也、松本俊行
- 振付 - ラッキィ池田、彩木映利
- オープニングクレイアニメーション - 岩槻育子